# Axel Östrand
Frans Axel Östrand (ur. 15 maja 1909 w Örnsköldsvik, zm. 11 maja 2005 tamże) – szwedzki skoczek narciarski, reprezentant klubu IF Friska Viljor
W 1934 wystąpił na mistrzostwach świata, na których zajął 22. miejsce po skokach na 45 i 55 m. W 1936 wystartował na igrzyskach olimpijskich, na których także był 22. po skokach na 61 i 68 m.
Pochowany 7 lipca 2005 na Gamla Kyrkogården w rodzinnym mieście.